# Naczelna Rada Adwokacka
Naczelna Rada Adwokacka (NRA) – organ samorządu zawodowego adwokatury w Polsce, posiadający osobowość prawną. Siedziba NRA znajduje się w Warszawie przy ulicy Świętojerskiej 16.

## Rys historyczny
Naczelna Rada Adwokacka została wybrana po raz pierwszy w marcu 1919 na podstawie dekretu Naczelnika Państwa w przedmiocie statutu tymczasowego Palestry Państwa Polskiego. Pierwszym jej prezesem został adwokat Cezary Ponikowski. W tym czasie ukonstytuowały się także pierwsze rady adwokackie w Warszawie i Lublinie. Wspomniany dekret obowiązywał początkowo tylko na terytorium dawnego Królestwa Kongresowego, a od 1922 także na pozostałych ziemiach byłego zaboru rosyjskiego, które weszły w skład II Rzeczypospolitej. Pełne scalenie przepisów i ujednolicenie ustroju adwokatury polskiej na obszarze II RP nastąpiło po dziesięciu latach na podstawie obowiązującego od 1 listopada 1932 rozporządzenia Prezydenta RP.
Istnienie Naczelnej Rady Adwokackiej przewidywały także powojenne ustawy kształtujące ustrój adwokatury polskiej, w tym również prawo o adwokaturze z 1982.
Przy Naczelnej Radzie Adwokackiej utworzono Muzeum Adwokatury Polskiej. NRA wydaje miesięcznik „Palestra – Pismo Adwokatury Polskiej”.

## Organizacja i funkcje
Naczelną Radę Adwokacką tworzą prezes NRA, adwokaci wybrani przez Krajowy Zjazd Adwokatury oraz dziekani okręgowych rad adwokackich.
Naczelna Rada Adwokacka raz do roku składa Prezydentowi Rzeczypospolitej Polskiej sprawozdanie z działalności adwokatury wraz z informacjami problemowymi, określa zasięg terytorialny izb adwokackich, zwołuje Krajowy Zjazd Adwokatury. Do zakresu jej działania należą również m.in. reprezentowanie adwokatury, uchylanie sprzecznych z prawem uchwał, nadzór nad działalnością Prezydium NRA, nad działalnością okręgowych rad adwokackich oraz nad kształceniem aplikantów przez te rady, jak również funkcje związane z postępowaniami dyscyplinarnymi.

## Prezesi NRA
- Cezary Ponikowski (1919–1920)
- Henryk Konic (1920–1921)
- Cezary Ponikowski (1921–1923)
- Henryk Konic (1923–1924)
- Cezary Ponikowski (1924–1926)
- Henryk Konic (1926–1927)
- Bolesław Bielawski (1927–1928)
- Cezary Ponikowski (1928–1929)
- Henryk Konic (1929–1930)
- Bolesław Bielawski (1930–1931)
- Henryk Konic (1931–1932)
- Franciszek Paschalski (1932–1935)
- Ludwik Domański (1935–1939)
- Bolesław Bielawski (1941–1945, Tajna Naczelna Rada Adwokacka)
- Michał Kulczycki (1946–1951)
- Edward Grabowski (1951–1956)
- Michał Kulczycki (1956–1959)
- Franciszek Sadurski (1959–1964)
- Stanisław Godlewski (1964–1972)
- Zdzisław Czeszejko-Sochacki (1972–1981)
- Kazimierz Buchała (1981–1983)
- Maria Budzanowska (1983–1986)
- Kazimierz Łojewski (1986–1989)
- Maciej Bednarkiewicz (1989–1995)
- Czesław Jaworski (1995–2001)
- Stanisław Rymar (2001–2007)
- Joanna Agacka-Indecka (2007–2010)
- Andrzej Zwara (2010–2016)
- Jacek Trela (2016–2021)[12]
- Przemysław Rosati (od 2021)